# Schwarzkopf

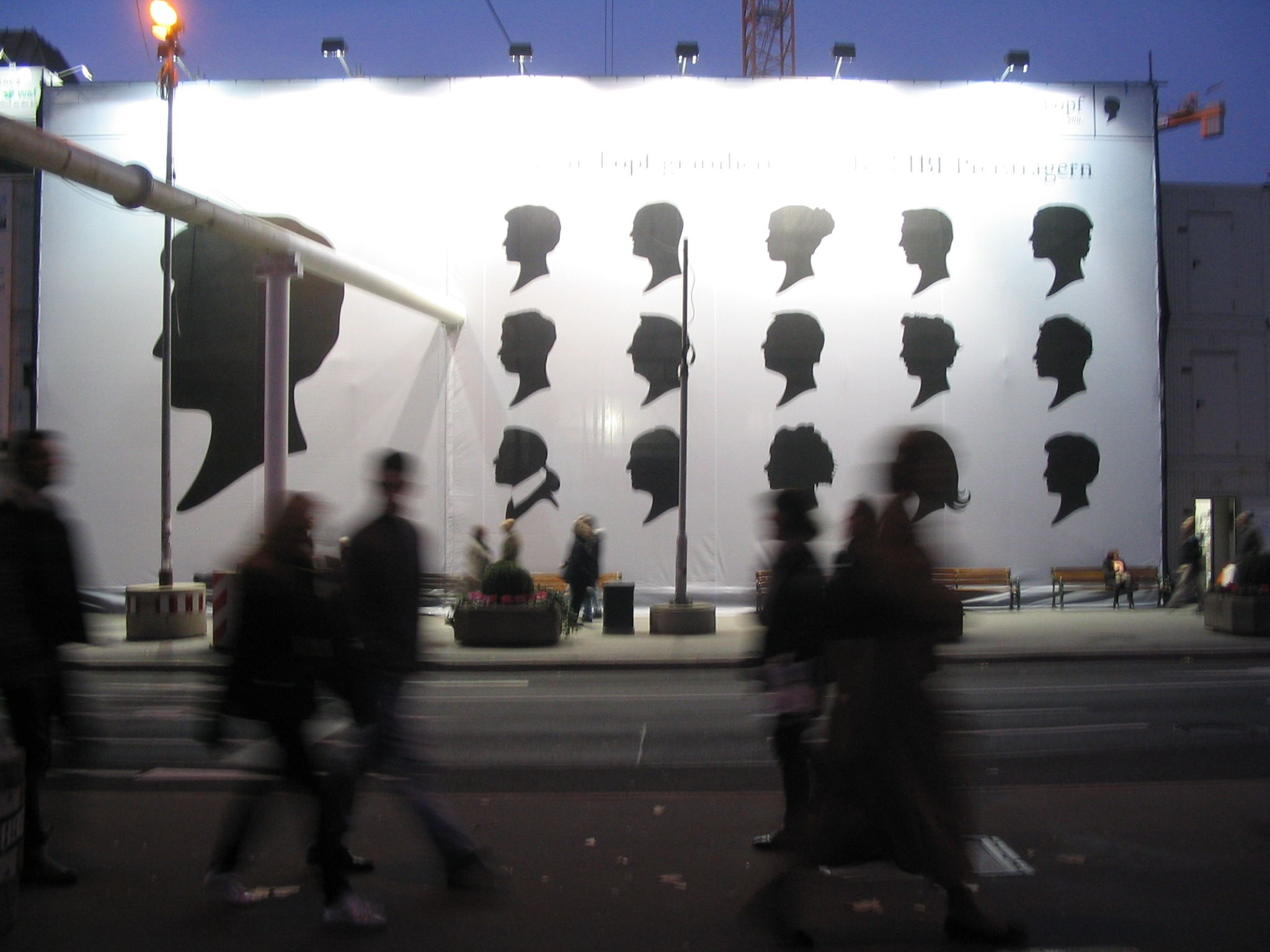
Plakat z wykorzystaniem loga marki, Düsseldorf, 2012

Schwarzkopf – marka szamponu do mycia włosów, należąca do koncernu Henkel. Nazwa marki pochodzi od założyciela firmy – Hansa Schwarzkopfa.

## Historia
W 1904 roku został wynaleziony w Berlinie przez Hansa Schwarzkopfa szampon do mycia włosów, w postaci proszku, który rozpuszczało się w wodzie. Produkt szybko zdobył popularność i był eksportowany m.in. do Holandii i Rosji. W roku 1927 zaczęto produkować pierwszy szampon w płynie, natomiast w 1951 roku rozpoczęto produkcję pierwszego lakieru do włosów – Taft. W czerwcu 1995 roku firma została kupiona przez Henkel.

## Produkty

### Produkty detaliczne
- Poly
- Taft
- Schauma
- Palette 10
- Got2B

### Produkty profesjonalne
- Igora Royal
- Igora Botanic
- OSIS
- Essensity
- Blondme
- BC Bonacure
- Seah
- [3D]Mension